# Vella-Lavellabrilvogel
De Vella-Lavellabrilvogel (Zosterops vellalavella) is een zangvogel uit de familie Zosteropidae (brilvogels). De vogel werd in 1908 door Ernst Hartert geldig beschreven. Het is een endemische soort op het eiland Vella Lavella (Salomonseilanden).

## Kenmerken
De vogel is 11,5 cm lang. Het is een typische brilvogel met een witte ring rond het oog, bij de snavel onderbroken door een donkere vlek. Van boven is de vogel olijfgroen tot geelachtig, van onder geel op de kin en borst en daaronder grijswit. De poten en de snavel zijn geel.

## Verspreiding en leefgebied
Deze soort is endemisch op het eiland Vella Lavella. Het leefgebied bestaat uit natuurlijk bos, vooral de bosranden, maar ook in secundair bos en kokospalmplantages met ondergroei. Dit leefgebied wordt aangetast door houtkap en daarom staat de vogel als gevoelig op de Rode Lijst van de IUCN.